# Pogoń Stettin
Pogoń Stettin (offiziell Morski Klub Sportowy Pogoń Szczecin S.S.A) ist ein polnischer Sportklub aus der an der Oder gelegenen Hafenstadt Stettin (Westpommern). Er wurde am 21. April 1948 gegründet. Im Verein werden mehrere Mannschaftssportarten betrieben. Die erste Fußballmannschaft spielt derzeit in der Ekstraklasa, der höchsten Spielklasse im polnischen Fußball, die erste Herren-Handballmannschaft in Polens höchster Handballliga. Größte sportliche Erfolge im Fußball waren die polnischen Vizemeisterschaften in den Jahren 1987 und 2001 sowie das Erreichen der polnischen Pokalfinals in den Jahren 1981, 1982, 2010 und 2024.

## Geschichte
Pogoń Stettin ist ein sehr bekannter Verein in Polen. Die Geschichte des Vereins ist durch zahlreiche Ab- und Wiederaufstiege, finanzielle Schwierigkeiten und Investoren mit fragwürdigen Absichten geprägt.
Im Jahre 1948 kam es zur Gründung des Vereins „Klub Sportowy Sztorm“. Die bordeauxroten und dunkelblauen Vereinsfarben wurden vom damaligen Traditionsklub Pogoń Lwów übernommen, welcher vor dem Krieg im mittlerweile ukrainischen Lemberg existiert hatte. Sieben Jahre und einige Namenswechsel später einigte man sich schließlich auf „MKS Pogoń Szczecin“. Der Verein spielte damals erfolgreich in einer regionalen Liga und stieg zehn Jahre nach der Gründung erstmals in die höchste polnische Spielklasse auf. Seine Spiele bestritt Pogoń im heute noch bestehenden Stadion „przy ulicy Twardowskiego“, dessen Bauzeit etwa acht Jahre dauerte und das 1955 fertiggestellt wurde. Das erste Flutlichtspiel fand ebenfalls im Jahre 1955 statt: Pogoń verlor vor ca. 11.000 Zuschauern mit 2:4 gegen Kolejarz Poznań. Mittlerweile beläuft sich die Kapazität auf knapp 15.000 Zuschauer, wobei alles Sitzplätze sind.
Nach der Saison 1959/60 musste der MKS zum ersten Mal den Gang in Liga 2 antreten. Nach zwei Jahren der Zweitklassigkeit stieg man wieder in das Oberhaus auf. Dieser Prozess von Auf- und Abstiegen ereignete sich bis zur Saison 1997/98 insgesamt fünf Mal. Zwischen 1966 und 1979 spielte Pogoń dreizehn Jahre lang erstklassig, was für den Verein den längsten Aufenthalt am Stück in der polnischen Ekstraklasa darstellt. Die Saison 1986/87 war bis dato die erfolgreichste für die Hafenstädter, da man Platz zwei in der Liga belegte. Doch schon zwei Jahre später war Pogoń erneut nur zweitklassig.

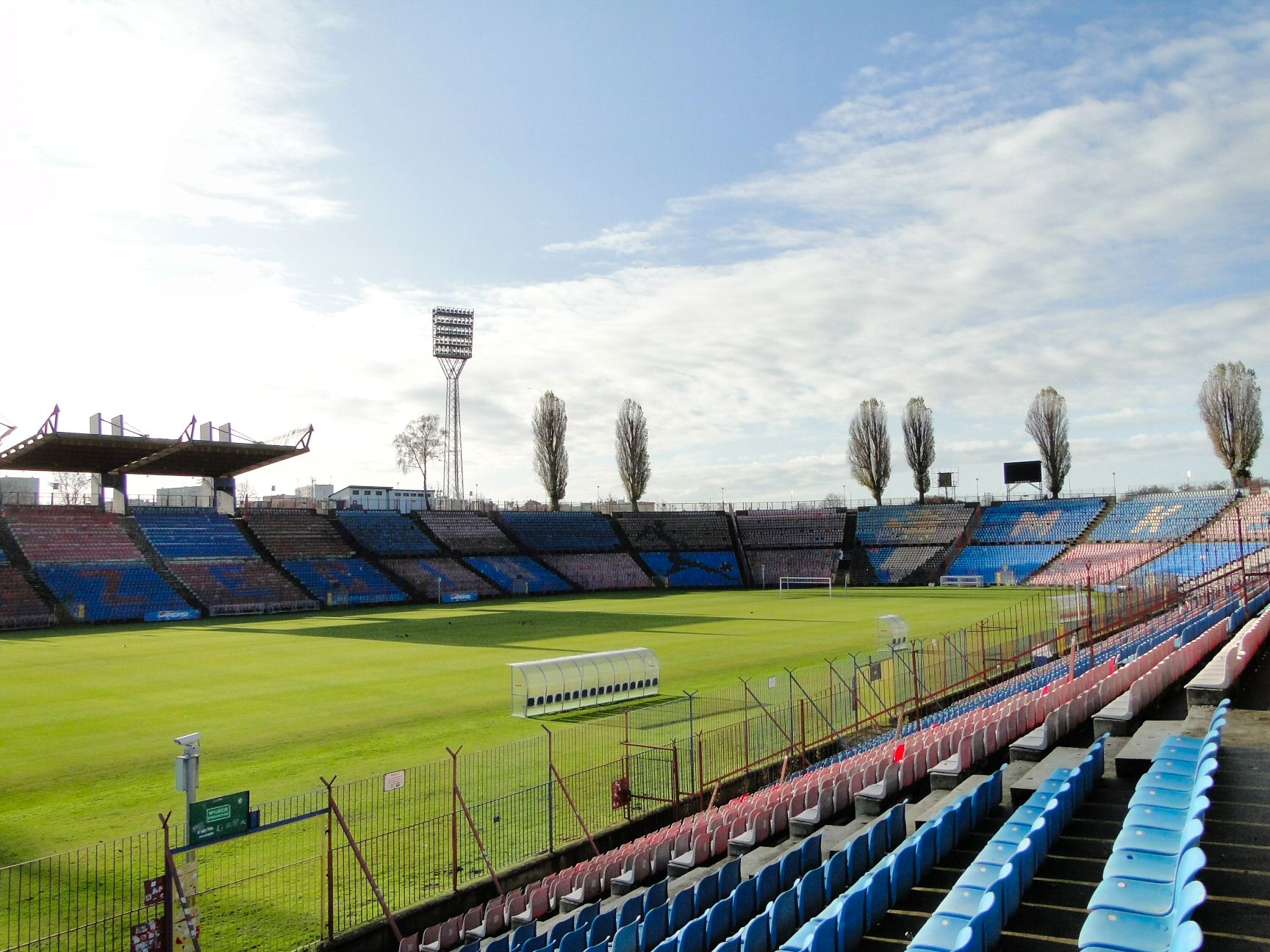
Das alte Pogoń-Stadion

Die Jahre 1999–2003 zählen zu den kontrastreichsten Jahre der Vereinsgeschichte. Die Stadt Stettin verweigerte dem Verein die finanzielle Unterstützung, was einen enormen Schuldenberg bedeutete. Der türkische Geschäftsmann Sabri Bekdas übernahm die Schulden und bekam im Gegenzug das Stadionumfeld geschenkt. Sabri kaufte neue, sowohl auf polnischer als auch auf internationaler Ebene erfolgreiche Spieler ein (darunter auch den Torschützenkönig der Fußball-Weltmeisterschaft 1994, Oleg Salenko) und wiederholte den bislang größten Vereinserfolg: Vizemeister 2001. Im UEFA-Cup scheiterte Pogoń jedoch bereits in der Qualifikation an Fylkir Reykjavík. Danach kam es zu Meinungsverschiedenheiten zwischen der Stadt und Bekdas. Während Bekdas seine finanzielle Unterstützung einstellte, nahmen Pogońs Schulden zum wiederholten Mal enorme Dimensionen an und Bekdas ließ den Verein fallen.
Der schwedische Geschäftsmann Les Gondor betätigte sich nun als Investor, doch durch seine Verwicklungen in etliche Affären verzichtete man auf die Zusammenarbeit mit Gondor und Pogoń Stettin stand nun zum dritten Mal innerhalb kürzester Zeit ohne Geld da. 2003, zwei Jahre nach der Vizemeisterschaft, stieg Pogoń Stettin in die zweite Liga ab. Niederlagen wie z. B. das 0:9 gegen Górnik Zabrze oder das 1:7 gegen Odra Wodzisław machten den Abgang unrühmlich.
In der zweiten Liga angekommen, löste man den Verein noch vor Saisonbeginn endgültig auf. Bis zu jenem Zeitpunkt spielte in Polens zweiter Liga ein Verein namens Piotrkovia, ein aus einer Stadt mit knapp 80.000 Einwohnern stammender, für seine Verhältnisse recht stabiler Verein. Der Besitzer Piotrkovias war Antoni Ptak. Seine Idee, den Verein Piotrkovia in Stettin unterzubringen und mit „MKS Pogoń Szczecin“ zu fusionieren, stieß auf enorme Proteste und Aufstände, sowohl auf Seiten der Piotrkovia-Anhänger als auch auf Seiten der ehemaligen Pogoń-Fans. Doch bis zum Saisonbeginn blieb nicht mehr viel Zeit und man einigte sich darauf, es „zu versuchen“. Im selben Jahr wurde durch die Pogoń-Fanklubs aber auch der Verein Pogoń Szczecin Nowa gegründet, der in den niedrigeren Ligen spielte. Ptak hielt sein Versprechen, den neuen Verein innerhalb kürzester Zeit in Liga eins zu bringen. Bereits im Sommer 2004 feierten tausende von Pogoń-Stettin-Fans den Wiederaufstieg. Das Stadion war bei nahezu jedem Heimspiel ausverkauft.
Seit diesem Aufstieg spielte Pogoń Stettin in Polens höchster Spielklasse. Der Besitzer Antoni Ptak wollte eine Mannschaft, die nur aus brasilianischen Spielern bestehen sollte. Folglich verzichtete Ptak auf die Dienste etlicher polnischer Spieler, darunter auch die der aktuellen polnischen Nationalspieler Przemysław Kaźmierczak und Rafał Grzelak, die zu Boavista Porto in die portugiesische Liga wechselten. Ptaks Absichten lockten zum Spiel zwischen der brasilianischen Pogoń und Wisła Kraków im März 2006 Vertreter der Vereine Manchester United, FC Barcelona und Borussia Dortmund ins Stadion przy ulicy Twardowskiego. Das Spiel der drittklassigen Brasilianer weckte bei ihnen kein Interesse. Ptaks Spielerpolitik führte den Verein in eine Krise: mittlerweile spielten die Brasilianer vor nahezu leeren Rängen, die Einnahmen fielen aus, Sponsoren sprangen ab und die Spieler beklagen sich des Öfteren über nicht gezahlte Gehälter.
Der Zuschauerzahlen in der Saison 2006/07 sanken auf knapp 3.000 Fans, mit Ausnahme einiger Klassiker wie z. B. gegen den Erzrivalen Lech Poznań oder den befreundeten Verein Legia Warschau. Der Verein wurde zur Spottnummer für die Medien. Viele erfolgversprechende Talente aus der Region, für die Pogoń immer ein Sprungbrett in den großen Fußball darstellte, sahen keine Entwicklungschancen mehr und wechselten in andere Teile Polens. Die Fans verloren die Identifikation mit der Mannschaft und es kam zu massiven Protesten, die sogar in direkten Drohungen gegen Antoni Ptak in Internetforen ausarteten.
Ptak meldete den Verein nicht mehr für die Saison 2007/2008 der 2. Liga beim Verband an. Schließlich meldeten die Pogoń-Fan-Clubs und zwei örtliche Geschäftsleute, die sich selbst als Pogoń-Anhänger bezeichnen, den Verein neu für die 4. Liga an. Der Verein fusionierte mit dem Verein Pogoń Szczecin Nowa und innerhalb von einer Woche wurde eine Truppe aus ehemaligen Pogoń-Routiniers und Talenten aus der Region zusammengerufen, die ohne jegliche Vorbereitungen in die Saison startete. Nach einigen sportlichen und organisatorischen Schwierigkeiten zu Beginn lag der Verein nach der Hinrunde auf Rang 1 und zog mit 5.000 Zuschauern trotz 4. Liga mehr Zuschauer als mancher Erstligist in Polen an. Die Stadt beteiligte sich auch am Wiederaufbau und der Verein konnte ob der Transferpolitik, des Marketingkonzeptes sowie der Finanzsituation nun mit Zweitliga-Vereinen mithalten. Zudem pflegte der Verein im Gegensatz zur Ptak-Ära sorgfältig die Traditionen des Klubs, u. a. durch mehrere Aktionen und Veranstaltungen rund um das 60-jährige Vereinsjubiläum 2008.

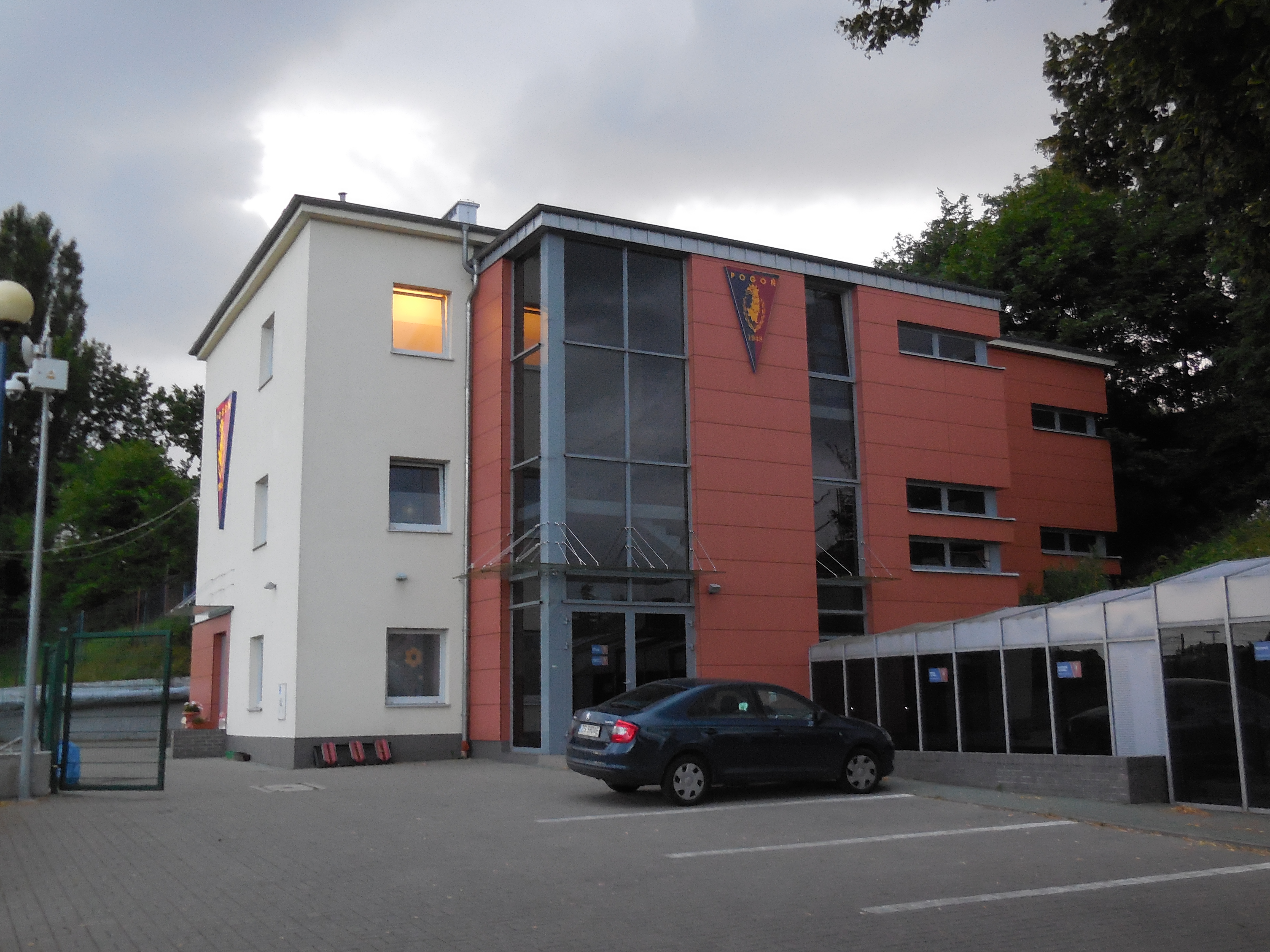
Hauptsitz des Vereins

Im Juni 2008 erreichte der Verein nach einem sicheren 1. Platz in der Liga und anschließendem 0:1 und 4:1 in der Relegation gegen Zatoka Puck den Aufstieg in die neue 2. Liga, die bis zur Umbenennung der polnischen Ligen zur Saison 2008/2009 3. Liga hieß, aber weiterhin drittklassig blieb. Nach dem Ende der Saison liefen Gespräche über ein mögliches Engagement des Groclin-Besitzers und Multimillionärs Zbigniew Drzymała als Investor, die jedoch erfolglos blieben. In der 2. Liga konnte sich Pogoń nach anfänglichen Schwierigkeiten einen 4. Platz in der Hinrunde sichern; durch eine starke Rückrunde belegte Pogoń den 2. Platz und konnte so am letzten Spieltag vor der Saisonrekordkulisse von 8.000 Zuschauern seinen zweiten Aufstieg hintereinander feiern. Pogoń Stettin hatte in der Saison 2008/2009 mit 62.000 Zuschauern, ca. 3440 pro Heimspiel, den höchsten Zuschauerzuspruch der 2. Liga. 

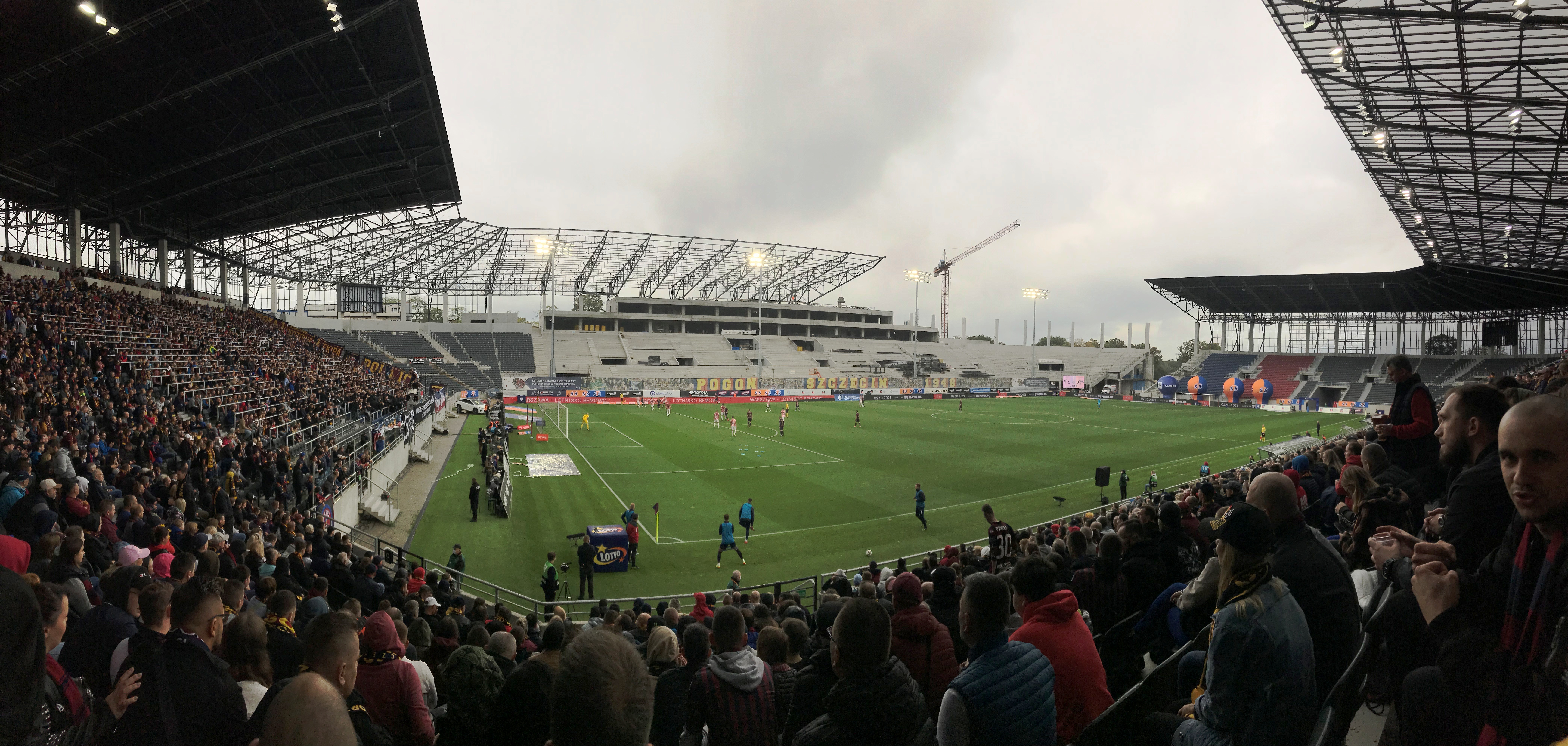
Das Florian Krygier Stadion (im Umbau, Stand September 2021)

In der Saison 2009/2010 spielte Pogoń wieder in der zweitklassigen 1. Liga, wo sie zum Ende der Hinrunde als Liganeuling mit einem fast komplett erneuerten Kader den 2. Platz belegten, nach einer etwas schwächeren Rückrunde den Aufstieg aber nicht schafften. Im Polnischen Pokal schaffte es Pogoń, nachdem sie u. a. Polonia Warschau und Piast Gliwice sowie Rekordmeister Ruch Chorzów eliminierten, bis ins Finale, wo sie gegen Jagiellonia Białystok mit 0:1 verloren. Nachdem Pogoń in der Saison 2010/11 lediglich Sechster wurde, gelang ein Jahr später der langersehnte Aufstieg in die Ekstraklasa.
Mittlerweile hat sich Pogoń in der polnischen Erstklassigkeit wieder etablieren können und spielt seit Jahren regelmäßig im oberen Mittelfeld. Zuletzt erreichte man zwei dritte Plätze in Folge (2021, 2022) sowie den vierten Platz 2023 und ist somit auch wieder international vertreten. Auch das baufällige Stadion wurde einem Neubau unterzogen. Dabei wurden während des Spielbetriebs die Tribünen nacheinander abgerissen und neu gebaut. Die Fertigstellung der letzten beiden Tribünen und somit die Eröffnung des kompletten Stadions für 21.163 Zuschauer (Tribünen sind vollständig überdacht) erfolgte am 1. Oktober 2022.

## Erfolge
- Polnischer Juniorenmeister: 1986, 2021
- Polnischer Vize-Meister (2): 1987, 2001
- Polnischer Pokal-Finalist (4): 1981, 1982, 2010, 2024
- Polnischer Ligapokal-Finalist: 2000

## Europapokalbilanz
| Saison  | Wettbewerb                    | Runde                  | Gegner                    | Gesamt | Hin     | Rück    |
| ------- | ----------------------------- | ---------------------- | ------------------------- | ------ | ------- | ------- |
| 1984/85 | UEFA-Pokal                    | 1. Runde               | 1. FC Köln                | 1:3    | 1:2 (A) | 0:1 (H) |
| 1987/88 | UEFA-Pokal                    | 1. Runde               | Hellas Verona             | 2:4    | 1:1 (H) | 1:3 (A) |
| 1995    | UEFA Intertoto Cup            | Gruppenphase           | AS Cannes                 | 1:2    | 1:2 (H) | 1:2 (H) |
| 1995    | UEFA Intertoto Cup            | Gruppenphase           | Farul Constanța           | 1:2    | 1:2 (A) | 1:2 (A) |
| 1995    | UEFA Intertoto Cup            | Gruppenphase           | Dnjapro Mahiljou          | 3:3    | 3:3 (H) | 3:3 (H) |
| 1995    | UEFA Intertoto Cup            | Gruppenphase           | FK Bečej                  | 1:2    | 1:2 (A) | 1:2 (A) |
| 2001/02 | UEFA-Pokal                    | Qualifikation          | Fylkir Reykjavík          | 2:3    | 1:2 (A) | 1:1 (H) |
| 2005    | UEFA Intertoto Cup            | 1. Runde               | CS Tiligul-Tiras Tiraspol | 9:2    | 3:0 (A) | 6:2 (H) |
| 2005    | UEFA Intertoto Cup            | 2. Runde               | SK Sigma Olomouc          | 0:1    | 0:1 (A) | 0:0 (H) |
| 2021/22 | UEFA Europa Conference League | 2. Qualifikationsrunde | NK Osijek                 | 0:1    | 0:0 (H) | 0:1 (A) |
| 2022/23 | UEFA Europa Conference League | 2. Qualifikationsrunde | Brøndby IF                | 1:5    | 1:1 (H) | 0:4 (A) |
| 2023/24 | UEFA Europa Conference League | 2. Qualifikationsrunde | FC Linfield               | 8:4    | 5:2 (A) | 3:2 (H) |
| 2023/24 | UEFA Europa Conference League | 3. Qualifikationsrunde | KAA Gent                  | 2:6    | 0:5 (A) | 2:1 (H) |

Gesamtbilanz: 22 Spiele, 5 Siege, 6 Unentschieden, 11 Niederlagen, 31:38 Tore (Tordifferenz −7)

## Spieler und Trainer

### Ehemalige Spieler
- Dariusz Adamczuk
- Amaral
- Edi Andradina
- / Batata
- Piotr Bednarz
- Brasilia
- Artur Bugaj
- Dickson Choto
- Danilo
- Wladimir Dwalischwili
- Dariusz Gęsior
- Kamil Grosicki
- Rafał Grzelak
- / Hernâni
- Janusz Makowski
- Jerzy Hawrylewicz
- Omar Jarun
- Mirosław Justek
- Zenon Kasztelan
- Przemysław Kaźmierczak
- Adam Kensy
- Marian Kielec
- Marek Leśniak
- Radosław Majdan
- Patryk Małecki
- Grzegorz Matlak
- Andrzej Miązek
- Grzegorz Mielcarski
- Claudio Milar
- Emil Noll
- Dušan Perniš
- Marek Ostrowski
- Oleg Salenko
- Marek Szczech
- Dariusz Szubert
- Maciej Stolarczyk
- Łukasz Trałka
- Sebastian Walukiewicz
- Henryk Wawrowski
- Leszek Wolski
- Kazimierz Węgrzyn
- Zbigniew Maciejewski

### Trainer
- 1951–1952: Kazimierz Chrostek
- 1953: Zygmunt Czyżewski
- 1954: Henryk Wielga
- 1955: Mieczysław Matyas
- 1. Juni 1956–1958: Florian Krygier
- 1959: Edward Brzozowski
- 1. Januar 1960 bis 30. September 1960: Florian Krygier
- 1. Oktober 1960–1961: Edward Brzozowski
- 1962–1963: Zygmunt Czyżewski
- 1963–1964: Marian Suchogórski
- 1964–1965: Zbigniew Ryziewicz
- 1965–1970: Stefan Żywotko
- 1. Januar 1970 bis 30. Juni 1970: Eugeniusz Ksol
- 1. Juli 1970–1972: Eugeniusz Ksol  und Karel Kosarz
- 1972–1975: Edmund Zientara
- 1975–1977: Bogusław Hajdas
- 1977–1978: Aleksander Mandziara
- 1. Juli 1978 bis 31. Dezember 1978: Hubert Fiałkowski
- 1. Januar 1979 bis 30. September 1979: Konstanty Pawlikaniec
- 1. Oktober 1979–1981: Jerzy Kopa
- 1981 – 19. März 1985: Eugeniusz Ksol
- 20. März 1985 bis 30. Juni 1985: Mikołaj Hejn
- 1. Juli 1985 bis 30. Juni 1987: Leszek Jezierski
- 1. Juli 1987 bis 19. März 1988: Jan Jucha
- 20. März 1988 bis 30. Juni 1988: Jerzy Jatczak
- 1. Juli 1988 bis 10. April 1989: Lesław Ćmikiewicz
- 11. April 1989 bis 18. Oktober 1989: Eugeniusz Ksol
- 19. Oktober 1989 bis 30. Juni 1990: Włodzimierz Obst
- 1. Juli 1990 bis 31. Oktober 1990: Aleksander Brożyniak
- 1. November 1990 bis 31. Dezember 1990: Jerzy Jatczak
- 1. Januar 1991 bis 20. Februar 1992: Eugeniusz Różański
- 21. Februar 1992 bis 30. Juni 1992: Leszek Jezierski
- 31. Juli 1992 bis 31. Dezember 1993: Romuald Szukiełowicz
- 1. Januar 1994 bis 31. Dezember 1994: Jerzy Kasalik
- 1. Januar 1995 bis 30. Juni 1995: Orest Lenczyk
- 1. Juli 1995 bis 30. Juni 1996: Janusz Pekowski
- 1. Juli 1996 bis 30. Juni 1997: Romuald Szukiełowicz
- 1. Juli 1997 bis 6. April 1999: Bogusław Baniak
- 7. April 1999 bis 31. Mai 1999: Leszek Jezierski  und Jan Jucha
- 1. Juni 1999 bis 30. Juni 2000: Albin Mikulski
- 1. Juli 2000 bis 20. Juli 2000: Janusz Wójcik
- 21. Juli 2000 bis 30. April 2001: Edward Lorens
- 1. Mai 2001 bis 30. Juni 2002: Mariusz Kuras
- 1. Juli 2002 bis 31. August 2002: Albin Mikulski
- 1. September 2002 bis 30. Juni 2003: Jerzy Wyrobek
- 1. Juli 2003 bis 30. Juni 2004: Bogusław Baniak
- 1. Juli 2004 bis 8. Juli 2004: Pavel Malura
- 9. Juli 2004 bis 8. Oktober 2004: Bogusław Baniak
- 9. Oktober 2004 bis 10. Mai 2005: Bochumil Pánik
- 11. Mai 2005 bis 22. Juli 2005: Bogusław Pietrzak
- 23. Juli 2005 bis 15. Februar 2006: Bochumil Pánik
- 16. Februar 2006 bis 8. März 2006: José Carlos Serrão
- 9. März 2006 bis 17. April 2006: Bochumil Pánik
- 18. April 2006 bis 11. Dezember 2006: Mariusz Kuras
- 12. Dezember 2006 bis 21. März 2007: Libor Pala
- 22. März 2007 bis 30. Juni 2007: Bogusław Baniak
- 1. Juli 2007 bis 28. November 2007: Marcin Kaczmarek
- 29. November 2007 bis 15. September 2008: Mariusz Kuras
- 15. September 2008 bis 17. August 2010: Piotr Mandrysz
- 17. August 2010 bis 9. November 2010: Maciej Stolarczyk
- 10. November 2010 bis 30. Mai 2011: Artur Płatek
- 31. Mai 2011 bis 12. Juni 2011: Jerzy Rot
- 12. Juni 2011 bis 9. April 2012: Marcin Sasal
- 10. April 2012 bis 10. Juni 2012: Ryszard Tarasiewicz
- 11. Juni 2012 bis 19. März 2013: Artur Skowronek
- 20. März 2013 bis 21. Oktober 2014: Dariusz Wdowczyk
- 22. Oktober 2014 bis 8. April 2015: Ján Kocian
- 9. April 2015 bis 30. Juni 2016: Czesław Michniewicz
- 1. Juli 2016 bis 30. Juni 2017: Kazimierz Moskal
- 30. Oktober 2017 bis 5. November 2017: Maciej Skorża
- 6. November 2017 – 2022: Kosta Runjaic
- 2022 – 00.00.0000: Jens Gustafsson

### Vereinsstatistiken

#### Ekstraklasa
Pogoń Stettin verbrachte insgesamt 43 Spielzeiten (1959/60, 1962/63–1964/65, 1966/67–1978/79, 1981/82–1988/89, 1992/93–1995/96, 1997/98–2002/03, 2004/05–2006/07, 2012/13– ) in Polens höchster Spielklasse, mit der Bilanz von 1269 Spielen bei 408 Siegen, 359 Unentschieden und 502 Niederlagen. Die Torbilanz beträgt 1462:1724 (Stand 2016). In der Ewigen Tabelle der Ekstraklasa liegt man mit 1583 Punkten auf Rang 8.

#### Internationale Spiele
Im UEFA Intertoto Cup war Pogoń zweimal vertreten, nämlich 1995 & 2005. 1995 war es schon in der Gruppenphase vorbei, 2005 schaffte man es in die zweite Runde. Die Bilanz hier: 8 Spiele, 2 Siege, 2 Unentschieden und 4 Niederlagen bei 15:9 Toren.
Im UEFA Cup war man in der Saison 1984/85, 1987/88 und 2001/02 dabei. Immer war in der ersten Runde Schluss. Die Bilanz: 6 Spiele, 2 Unentschieden und 4 Niederlagen.

#### Torschützenkönige der Ekstraklasa
- 1962/1963 Marian Kielec  18 Tore
- 1986/1987 Marek Leśniak  24 Tore

#### Sonstiges
- Debüt in der Ekstraklasa: 15. März 1959 gegen Gwardia Warschau
- Höchste Siege: 15. Mai 1984 gegen Szombierki Bytom 8:1 & 29. August 2003 Polar Wrocław 7:1 (1. Liga)
- Höchste Niederlage: 9. April 2003 gegen Górnik Zabrze 0:9
- Meiste Punkte in einer Saison: 44 in 30 Spielen in der Saison 1986/87
- Wenigste Punkte in einer Saison: 9 in 30 Spielen in der Saison 2002/03
- Meiste Tore in einer Saison: 64 in 30 Spielen in der Saison 1986/87
- Wenigste Tore in einer Saison: 14 in 30 Spielen in der Saison 2002/03
- Meiste Spiele für Pogoń in der Ekstraklasa: Leszek Wolski – 348 (1971–1987)
- Meiste Tore für Pogoń in der Ekstraklasa: Leszek Wolski – 88 (1971–1986)

### Fans
Die Fans von Pogoń Stettin haben in Polen den Ruf, leidenschaftlich zu sein, immer wieder mit tollen Choreografien die polnische Fußball-Welt zu begeistern und dem Verein treu zu sein, was einige Auszeichnungen beweisen. Das zeigten auch die letzten sehr harten Jahre, in denen der Verein am Rande der Existenz stand und trotzdem immer noch mit der Anfeuerung und der Treue der Fans rechnen konnte. Die Fans von Pogon verband eine 20-jährige Freundschaft mit Legia Warschau, die jedoch am 27. September 2013 beendet wurde.
Überall in der Stadt kann man die Wappen des Vereins sehen, ob auf Mauern oder am Hafen.
Die bekanntesten Fanklubs sind:
- Młode Wilki
- Lads from Szczecin
- Old Boys Pogodno
- Stowarzyszenie Kibiców Pogoni Szczecin Pogoń Walcząca
- Stowarzyszenie Kibiców Pogoni Szczecin Portowcy
- Wierni Tradycji

## Handball (Damen)
Unter dem Namen SPR Pogoń Baltica Szczecin spielt die erste Damenmannschaft. Sie war 2011/2012 in der ersten polnischen Liga, der PGNiG Superliga, aktiv. In der Saison 2022/23 schafften sie den 3. Platz in der 2. Liga Gruppe A.

## Handball (Herren)

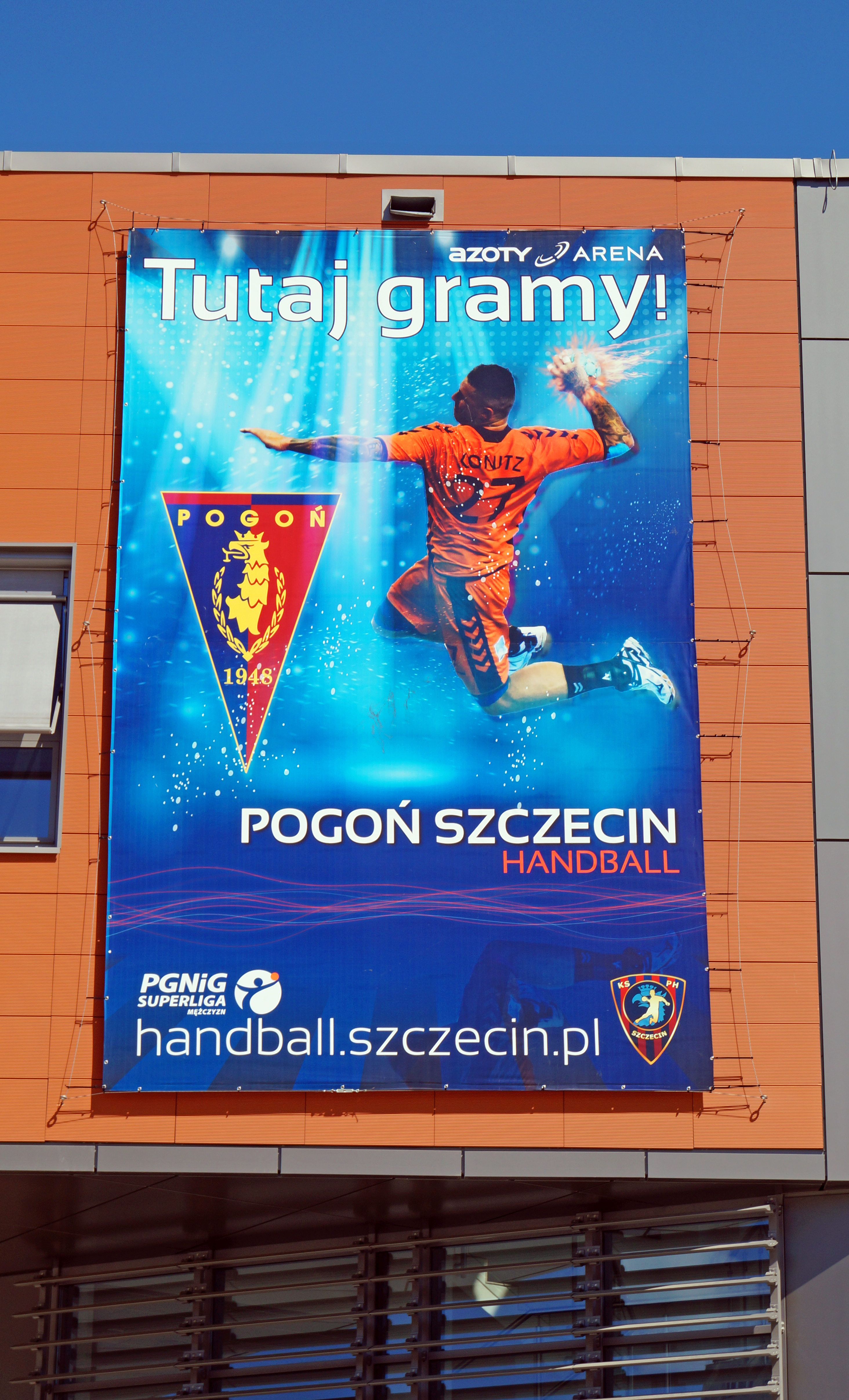
Handballplakat

### Geschichte
Unter dem Namen Pogoń Handball Szczecin spielt ein eigenständiger Handballverein; der Name wird dabei dem jeweiligen Hauptsponsor angepasst. In der Saison 2020/2021 lautet er „Sandra SPA Pogoń Szczecin“.
Im Jahr 1954 wurde in Szczecin eine Männer-Handballgruppe unter dem Namen „Zryw“ gebildet. Diese wurde im Oktober 1957 in den Schulsportverband umgewandelt. Eine Abteilung war die für Handball, die unter dem Namen „Kusy“ geführt wurde und sich in der Tradition von „Zryw“ sah. Nachdem diese Mannschaft polnischer Vize-Jugendmeister wurde, wechselte die Abteilung zu Pogoń Szczecin. In den Jahren 1976 und 1992 belegte Pogoń zweimal den dritten Platz der polnischen Meisterschaften, im Jahr 1987 gewann sie den polnischen Pokal. Ende 1994 beschloss der Vorstand des MKS Pogoń Szczecin, fortan ausschließlich die Fußballer zu finanzieren.
Die Handballer gründeten im Jahr 1995 einen eigenständigen Verein, der kurz darauf nach dem Sponsor in „SKS Paria Szczecin“ umbenannt wurde. Nach der Spielzeit 1999/2000 stieg das Team allerdings aus der obersten Liga ab; fortan spielte der Verein lange unterklassig. Als sich der Hauptsponsor zurückzog, wurde im Jahr 2001 die Herrenmannschaft von Łącznościowiec Szczecin übernommen.
Im Juli 2007 gründeten Freunde und ehemalige Spieler des ehemaligen Vereins einen neuen Verein, der den Namen Pogoń Handball Szczecin erhielt und in der Liga II antrat. Zur Saison 2008/2009 stieg der Verein in die Liga I auf, dem folgte allerdings der direkte Abstieg in die Liga II. Nach Abschluss der Spielzeit 2009/2010 gelang der erneute Aufstieg in die Liga I. Der erreichte 2. Platz in Gruppe A der Liga I in der Saison 2010/2011 hätte zur Teilnahme an den Play-offs gereicht, das Startrecht wurde aber nicht genutzt. In der Saison darauf, 2011/2012, wurde das Team von Pogoń Handball Szczecin Sieger der Gruppe A der Liga I, in den Play-offs gewann die Mannschaft gegen Czuwaj Przemyśl und Piotrkowianina Piotrków Trybunalski und stieg in die oberste Spielklasse, die PGNiG Superliga, auf, in der der Verein seitdem vertreten ist. In der Saison 2022/23 mussten sie als 14er in die I. Liga die 2. Liga des Polnischen Handballs.

### Halle
Heimspielstätte ist die Arena Szczecin.

### Spieler und Trainer
Zu den bekannten Spielern und Trainern des Teams zählen Janusz Brzozowski, Michal Brůna, Łukasz Gierak, Mariusz Jurasik, Filip Kliszczyk, Bartosz Konitz, Zbigniew Kwiatkowski, Szymon Ligarzewski, Marek Suszka, Sjarhej Schylowitsch, Patryk Walczak und Mateusz Zaremba.